# 원봉초등학교 (충북)
원봉초등학교는 대한민국 충청북도 청주시 상당구에 있는 초등학교다.

## 학교 연혁
- 1998. 04. 01. 원봉초등학교 개교(19학급)
- 2000. 03. 01. 충청북도교육청지정 교실수업개선 시범 운영(2년)
- 2004. 05. 01. 교육인적자원부지정 사회복지사활용 교육정책 연구학교 운영(2년)
- 2013. 03. 01. 교과부요청 융합 인재교육 리더스쿨 운영(1년)
- 2014. 02. 18. 제16회 졸업(졸업생 누계 174명)
- 2014. 03. 01. 33학급 편성(특수학급 1학급 포함)
- 2014. 03. 01. 제9대 강세중 교장 취임
- 2014. 03. 01. 충청북도교육청지정 교실수업 연구학교 운영
- 2018. 02. 20. 제 20회 졸업(졸업생 125명, 총수 4,463명)
- 2018. 03. 01. 제 11대 허영강 교장 부임
- 2018. 03. 01. 29학급 편성(특수학급 1학급 포함)